# Methanobrevibacter smithii
Methanobrevibacter smithii je metanogenní archeon z kmene Euryarchaeota. Je součástí normální lidské mikroflóry v tlustém střevě. Zde konzumuje odpadní produkty, které vznikají při rozkladu polysacharidů bakteriemi.
Jedinci M. smithii v lidském střevu jsou často odolní vůči většině známých antibiotik (penicilin G, cefalotin, vankomycin, streptomycin, gentamicin, ciprofloxacin, klindamycin), účinný je metronidazol.
Některé studie uvažují, že by se Methanobrevibacter smithii mohl užíval jako prostředek proti lidské obezitě, právě díky schopnosti ovlivňovat příjem živin hostitelem.